# پاتریک باخ
پاتریک باخ (آلمانی: Patrick Bach؛ ۳۰ مارس ۱۹۶۸) یک صدا پیشه و هنرپیشه اهل آلمان است.

## زندگی هنری
وی در سن سه سالگی وارد تلویزیون شد. در سال ۱۹۸۱ در جریان یک بازی فوتبال برای بازی کردن نقش سیلاس انتخاب شد.
از مهمترین سریال‌هایی که وی در آن نقش آفرینی کرده‌است می‌توان «سیلاس»، «جک هالبورن»، «والدینی که بد نیستند» و «آنا» را نام برد.

## زندگی خصوصی
پاتریک باخ ازدواج کرده‌است و صاحب دو فرزند است و همراه خانواده‌اش یا در هامبورگ یا در مایورکا زندگی می‌کند.